# Bất chỉnh hợp

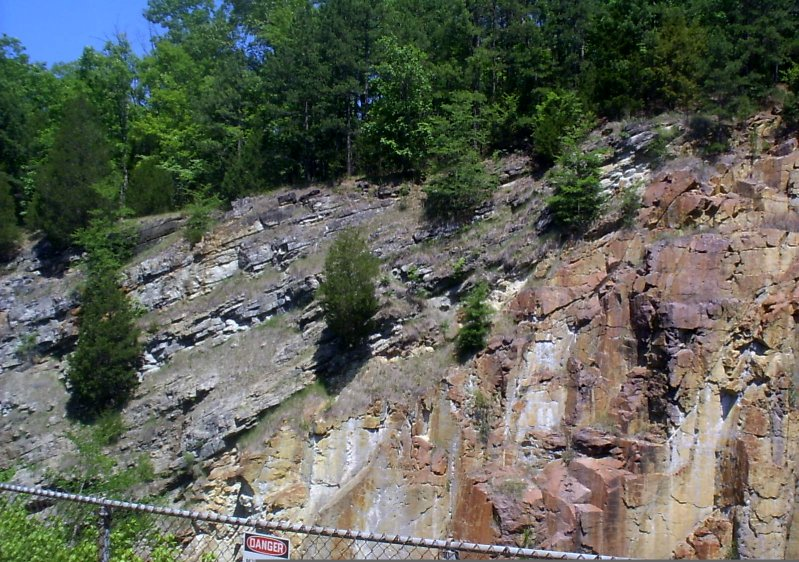
Sự gián đoạn trầm tích trong 1 tỷ năm theo dấu hiệu địa chất, nơi có bất chỉnh hợp dolomit có tuổi 500 triệu năm phủ lên đá ryolit tuổi 1,5 tỉ năm.

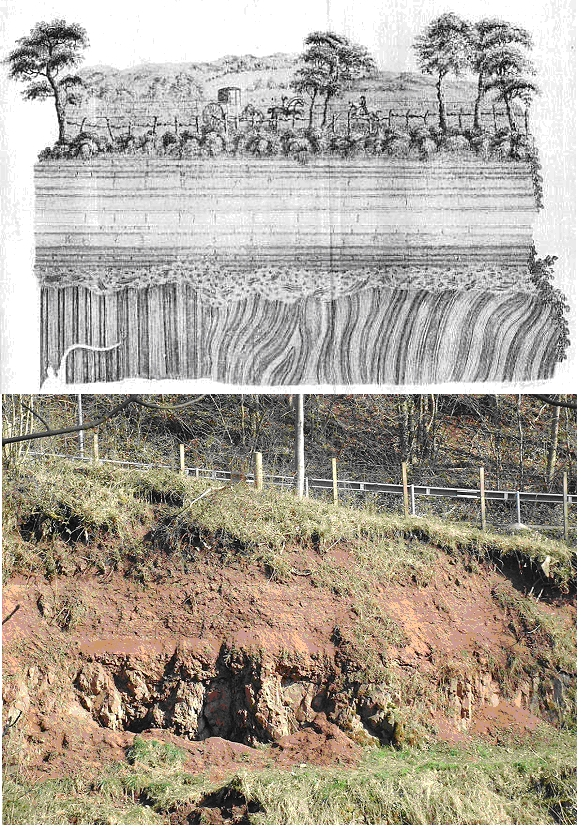
Bất chỉnh hợp của Hutton ở Jedburgh, Scotland, được John Clerk minh họa năm 1787 và chụp hình năm 2003.

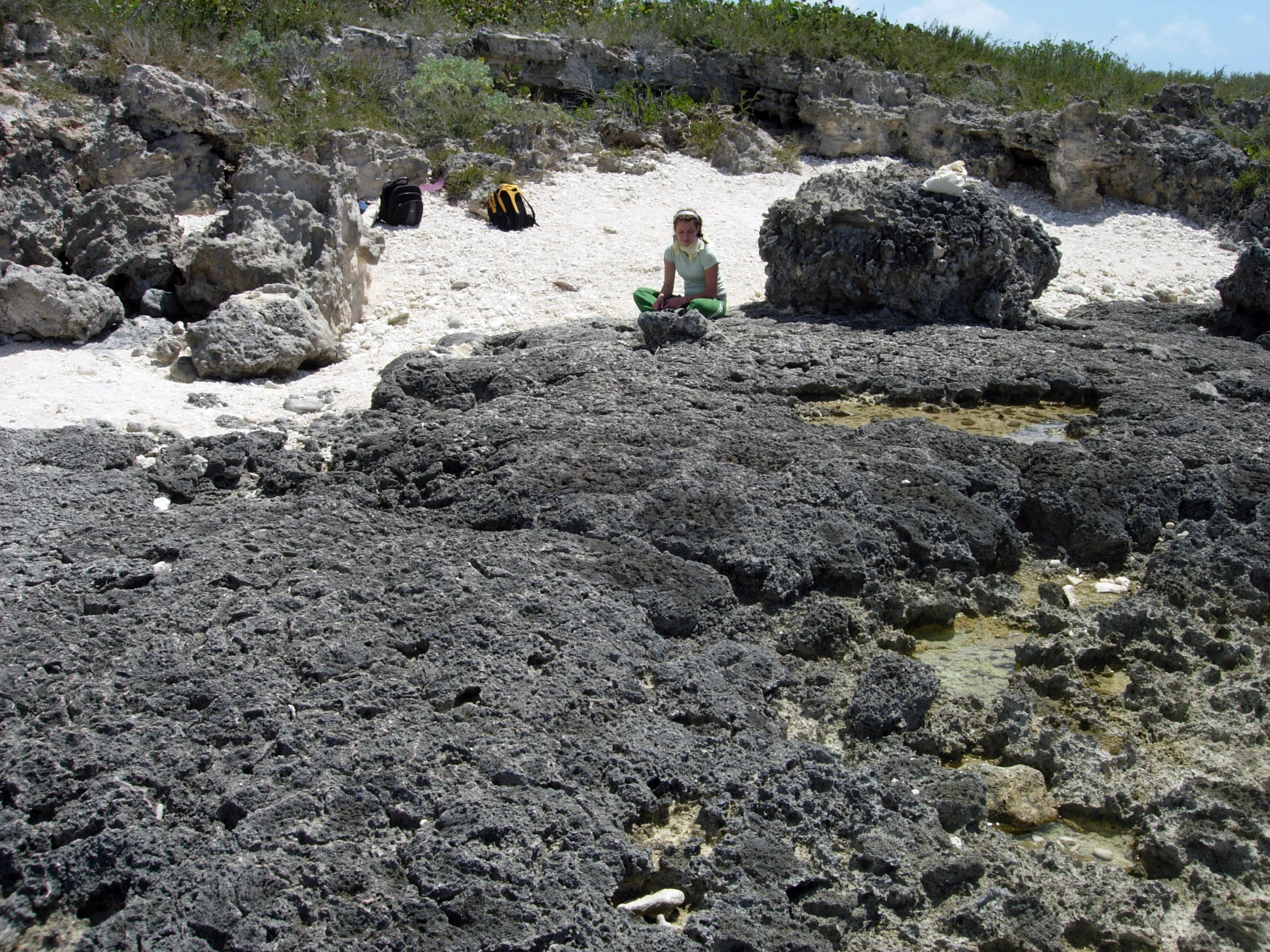
Bất chỉnh hợp địa tầng tuổi Eemia trong một ám tiêu sau hô hóa thạch ở Great Inagua, Bahamas. Nền đá là san hô bị cắt bởi sự xâm thực; sau lưng nhà địa chất là các cột san hô sau khi xâm thực còn nhô cao trên bất chỉnh hợp sau khi mực nước biển dâng lên trở lại.

Bất chỉnh hợp hay không chỉnh hợp là một bề mặt bóc mòn bị chôn phân chia hai phân vị địa tầng có tuổi khác nhau, cho thấy sự gián đoạn trầm tích trong quá khứ. Nhìn chung, lớp cổ hơn đã bị lộ ra trên mặt đất sau đó bị bóc mòn trong một khoảng thời gian trước khi các lớp trẻ hơn phủ lên trên nó, tuy nhiên thuật ngữ này còn được dùng để miêu tả và phân chia cột địa tầng trầm tích. Hiện tượng bất chỉnh hợp góc (xem bên dưới) được James Hutton phát hiện ở Jedburgh vào năm 1787 và Siccar Point năm 1788.
Các đá bên trên bất chỉnh hợp thì trẻ hơn các đá nằm bên dưới (trừ khi địa tầng bị đảo ngược). Một bất chỉnh hợp đặc trưng cho thời gian không có trầm tích lắng đọng trong một khu vực. Các dấu hiệu trầm tích địa phương trong khoảng thời gian gián đoạn trầm tích bị mất đi(do không có trầm tích) và các nhà địa chất phải dùng các đầu mối khác để phát hiện một phần lịch sử địa chất của khu vực đó.

## Các loại bất chỉnh hợp

### Bất chỉnh hợp địa tầng
Bất chỉnh hợp địa tầng là bất chỉnh hợp giữa các lớp đá trầm tích song song nhau đặc trưng cho một giai đoạn bóc mòn hoặc không có trầm tích lắng đọng. Giả chỉnh hợp là một dạng của bất chỉnh hợp địa tầng trong đó có sự phân chia bởi một mặt phẳng đá gốc đơn giản; ví dụ, không có một bề mặt bào mòn nào bị chôn vùi trước đó.

### Bất chỉnh hợp góc

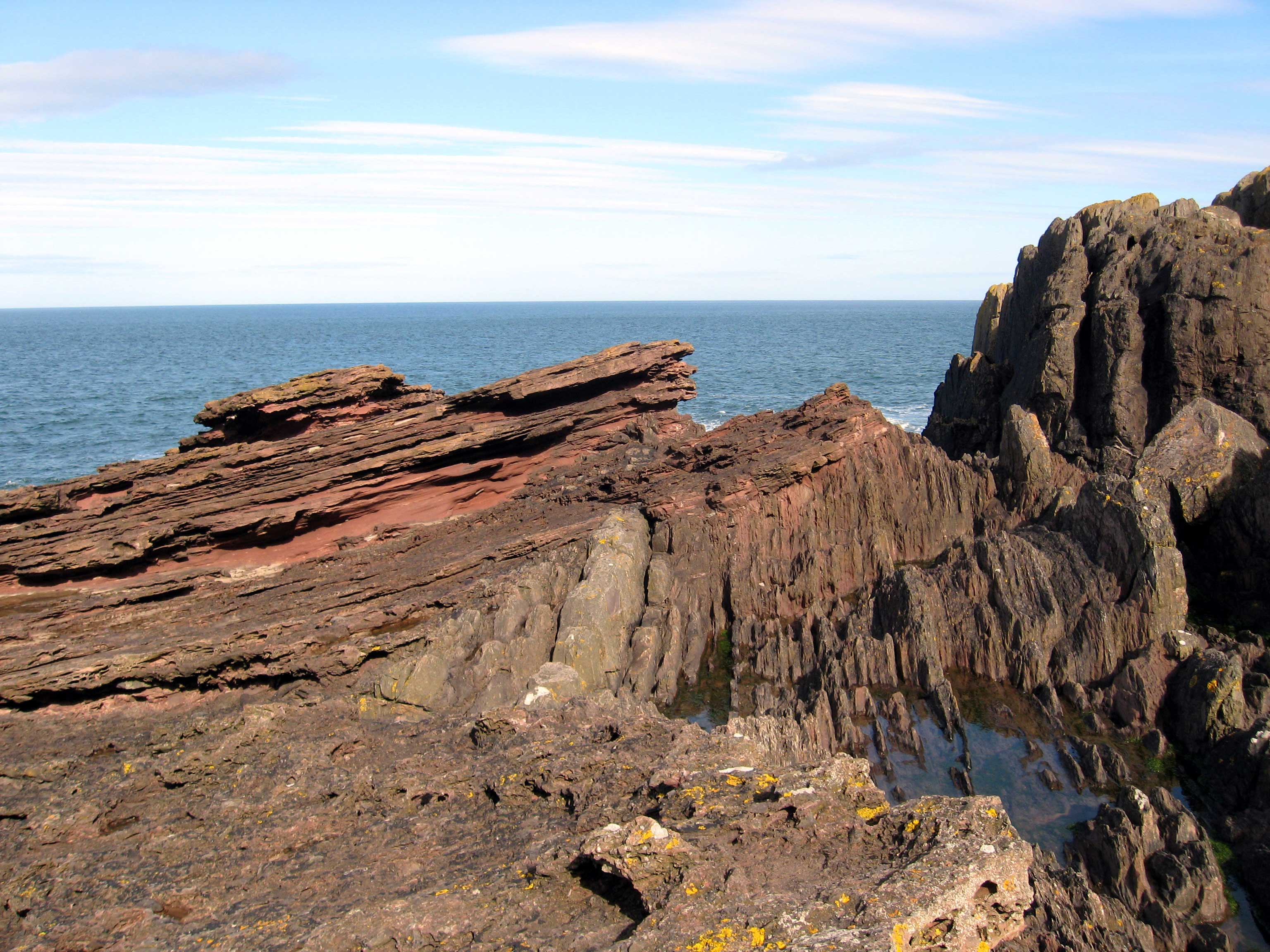
Bất chỉnh hợp góc của Hutton ở điểm Siccar, ở đây cát kết cổ màu đỏ Devon tuôi 345 triệu năm phủ lên cát kết greywacke Silur tuổi 425 triệu năm.

Bất chỉnh hợp góc khai thế nằm của hai phân vị địa tầng khác nhau về góc phương vị hoặc góc dốc, hoặc cả hai thứ, làm cho mặt lớp đá của hai phân vị cắt nhau theo một góc xác định.